# Municipio de Haven (Dakota del Norte)
El municipio de Haven (en inglés: Haven Township) es un municipio ubicado en el condado de Foster en el estado estadounidense de Dakota del Norte. En el año 2010 tenía una población de 35 habitantes y una densidad poblacional de 0,38 personas por km².

## Geografía
El municipio de Haven se encuentra ubicado en las coordenadas 47°26′0″N 98°49′49″O / 47.43333, -98.83028. Según la Oficina del Censo de los Estados Unidos, el municipio tiene una superficie total de 93.02 km², de la cual 91,4 km² corresponden a tierra firme y (1,75 %) 1,62 km² es agua.

## Demografía
Según el censo de 2010, había 35 personas residiendo en el municipio de Haven. La densidad de población era de 0,38 hab./km². De los 35 habitantes, el municipio de Haven estaba compuesto por el 100 % blancos. Del total de la población el 0 % eran hispanos o latinos de cualquier raza.